# 2-Асса-2
«2-Асса-2» — российский фильм 2008 года режиссёра Сергея Соловьёва, продолжение кинофильма «Асса», часть дилогии — с кинокартиной «Анна Каренина».
Премьера дилогии прошла 25 февраля 2009 года во время закрытия VII Международного фестиваля кинематографических дебютов «Дух огня».

## История создания
«Я посчитал необходимым снять вторую „Ассу“, потому что первая завершалась песней Цоя „Перемен!“. На том концерте, вошедшем в фильм, собрались где-то восемь тысяч человек! Я тоже стоял в толпе, тоже махал рукой, кричал: „Перемен!“ <…> Но ни один человек из той толпы не хотел тех перемен, которые произошли. <…> Так я почувствовал себя лгуном. Неким козлом-провокатором, который закричал: „Перемен!“, а толпу, шедшую за ним, пустили на мясо. Чувство получившейся фальши заставило меня снять второй фильм».— Сергей Соловьёв

## Сюжет
После убийства Крымова Алику приговаривают к тюремному заключению. Она отбывает срок в колонии под Симферополем, начальником которой является бывший надзиратель следственного изолятора Юсуп Абубакарович. Там Алике попадает в руки обрывок романа Льва Толстого «Анна Каренина».
В колонию приезжает кинорежиссёр Пётр Горевой с целью отбора героинь для экранизации того самого романа, параллельно снимая документальный фильм «Легко ли женщине на зоне?». После прослушиваний Алике доверяют сыграть главную роль. Пока режиссёр ищет финансирование, он снимает ещё один фильм с её участием. Вскоре срок заключения Алики подходит к концу. Ещё находясь в тюрьме, она родила дочь Аню, будучи уверенной, что это дочь от Бананана.
Поиски финансирования выводят режиссёра на Ольгу — дочь Крымова и Агнессы, жены Крымова, попавшей после его гибели в психушку. С помощью друзей погибшего отца Ольга стала миллионершей: она живёт в собственном дворце в Италии, владеет яхтой «Андрей Крымов». Начальником охраны при ней служит бывший сообщник Крымова и лже-майор ВВС Шурик Бабакин, а управделами — Юсуп Абубакарович. Бабакин опасается покушений и потому постоянно придумывает всё новые планы охраны клана. Ольга спонсирует съёмки фильма, но через некоторое время, желая отомстить Алике за смерть отца, поручает продюсеру фильма закрыть проект, с разрешением доснять лишь последнюю сцену — сцену гибели Анны. Официальное объяснение закрытия картины — тема стала неактуальной, и отбить деньги не удастся.
Ряд эпизодов посвящён поиску режиссёром адекватной музыки к фильму «Анна Каренина». Музыкальное оформление предлагают различные исполнители: певица Аделаида (Ада), группа «Ленинград», симфонический оркестр с солистом — альтистом Артёмом Александровичем Белым. Режиссёр останавливается на последнем варианте.
Алика и её дочь Аня одновременно влюбляются в Белого, которого Пётр приглашает для написания музыки к своему фильму. Возникает любовный треугольник: Белый влюблён в Алику, но и Аня испытывает к нему сильные чувства.
Находясь в отпуске в Ялте, Алика случайно видит на базаре торговца семечками, очень похожего на Бананана. Её собственное расследование выявляет, что это не Бананан, а человек, которому пересадили голову погибшего Бананана (приводятся подробности этого медицинского эксперимента). Желая удостовериться в отцовстве Бананана, Алика делает генетическую экспертизу. Обнаруживается, что Бананан не является отцом её дочери. Поняв, что её дочь — от Крымова, Алика решает навестить в психбольнице жену Крымова Агнессу. Покаяния, однако, не получилось: Агнесса извинений Алики не приняла и даже хотела её убить.
Потрясённая последними событиями, Алика на съёмках финала кинокартины повторяет поступок Анны Карениной, бросаясь под поезд. Узнав об этом, Ольга тут же поручает возобновить проект, так как теперь он принесёт неплохой доход.
Аня, подозревая в смерти матери свою единокровную сестру Ольгу, одалживает у Белого деньги с целью её убийства. На эти деньги она нанимает начальника её охраны Бабакина, но тот, уклоняясь от выполнения заказа, отдаёт полученные деньги Юсупу Абубакаровичу, тем самым подставив заказчика (и себя заодно). Ольга поручает жёстко разобраться со всеми фигурантами несостоявшегося покушения. Киллеры убивают режиссёра, ломают пальцы дочери Алики и смертельно ранят Бабакина прямо на его свадьбе.
В финальном эпизоде на сцене Зелёного театра — того самого, где в финале первого фильма пел Цой — Сергей Шнуров исполняет песню «Мне бы в небо», а Белый в подаренной Аней шляпе подыгрывает ему на синтезаторе.
Эпизоды:
1. СССР. Москва. 1987
2. Гоп-стоп
3. Легенда о странствующем графе Л. Н. Т.
4. Психоделия
5. Кинг-конг при всём
6. Обезьянник № 1
7. Хвалёная спина Аделаиды
8. Змеюка подколодная
9. Обезьянник № 2
10. Нехороший отпуск
11. Украина. Ялта. 2008
12. Легенда о великом инквизиторе
13. Обитель снов
14. Безумная Агнесса
15. Пики козыри
16. Шевелящееся бабло
17. 9 дней
18. 40 дней

## В ролях
- Татьяна Друбич — Алика Алданова
- Сергей Маковецкий — Пётр Горевой, кинорежиссёр
- Юрий Башмет — Артём Александрович Белый, альтист
- Анна Соловьёва — Аня, дочь Крымова и Алики
- Сергей Шнуров — камео
- Екатерина Волкова — Аделаида (Ада), певица
- Стас Барецкий — камео
- Олеся Судзиловская — Ольга, дочь Крымова и Агнессы
- Александр Баширов — Шурик Бабакин, начальник охраны Ольги
- Юрий Шумило — Юсуп Абубакарович, управделами Ольги
- Сергей Бугаев — торговец семечками, похожий на Бананана
- Светлана Тормахова — Марья Антоновна, мать Бананана
- Наталия Коляканова — Безумная Агнесса, вдова Крымова
- Михаил Крылов — хирург с мировым именем
- Игорь Письменный — продюсер фильма «Анна Каренина»
- Василина Сахнова — продюсер фильма «Анна Каренина»
- Леонид Ворон — генетик
- Валерий Баринов — граф Л. Н. Т., летающий на пепелаце-ротонде
- Владимир Фёдоров — собеседник графа с фонарём / железнодорожник

## Съёмочная группа
- Режиссёр — Сергей Соловьёв
- Продюсер — Сергей Соловьёв
- Автор сценария — Сергей Соловьёв
- Композитор — Сергей Шнуров
- Оператор — Юрий Клименко
- Художник-постановщик — Сергей Иванов
- Художник-декоратор и SFX — Валерий Гранков

## Саундтрек
Группа «Ленинград» и Шнур
Катя Волкова (певица Аделаида)
песня Бориса Гребенщикова «Навигатор»
песня «Кино» «Мы ждём перемен!»

## Места съёмки
Фильм снимался в 2007 году в Москве, Санкт-Петербурге, Ялте и Италии. В нескольких эпизодах появляется Зелёный театр ЦПКиО имени Горького.